# أنيكا سميت
أنيكا سميث (بالإنجليزية: Anika Smith) هي منافسة ألعاب القوى جنوب أفريقية، ولدت في 26 مايو 1986.

## وصلات خارجية
- أنيكا سميت على موقع الاتحاد الدولي لألعاب القوى (الإنجليزية)
- أنيكا سميت على موقع اتحاد ألعاب الكومنولث (مؤرشف) (الإنجليزية)
- أنيكا سميت على موقع دورة ألعاب الكومنولث 2006 (مؤرشف) (الإنجليزية)